# کاریز کار

کاریز گناباد ورودی قدیمی

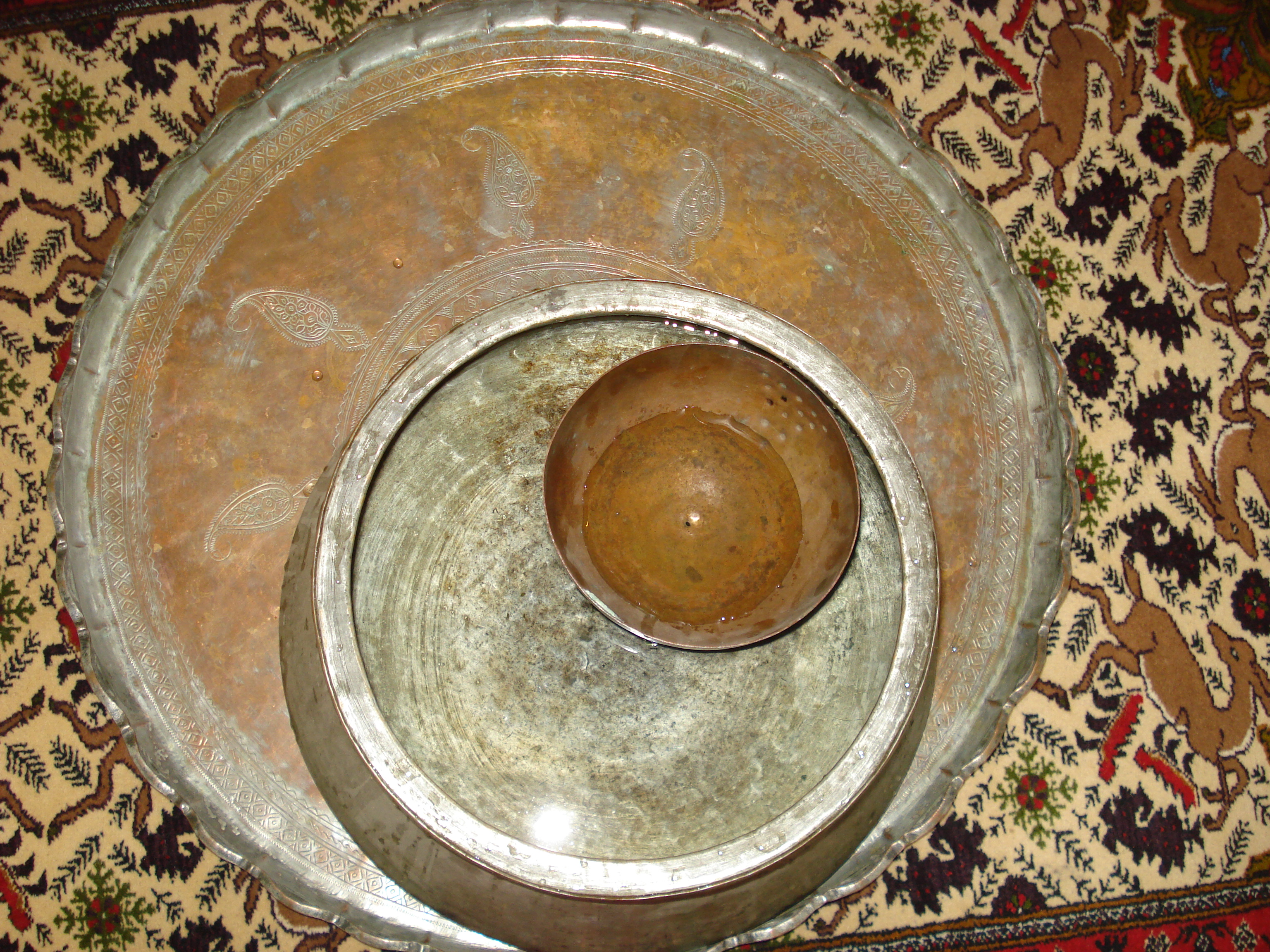
ساعت آبیِ باستانی؛ از کاریزِ زیبَد

کاریز کار یا کاریزگر به کسی گفته می‌شود که به کار کندن کاریز و قنات اشتغال داردمقنی و چاه کن هم به این فرد گفته می‌شود. کاریزگر یا مقنی حرفه‌ای است که امروزه دیگر جزو پیشه‌های منسوخ به حساب می‌آید.

## پیشینه این حرفه
کاریزگری یا کاریز کاری یا مقنی‌گری شغلی است بسیار قدیمی که از ابتدای تمدن ایران وجود داشته‌است. تمدن ایران بر دو نوع یا دوپایه رودخانه ای و کاریزی شکل گرفته‌است در حاشیه کویرها شهرها در اطراف کاریز و جوی آب قنات به وجود آمده‌است. 

## کاریز و تقسیم آب
شغل کاریزگر کندن قنات و نگهداری فیزیکی کانال و راهروهای آن است ولی تقسیم آب توسط میرآب صورت می‌گیرد.

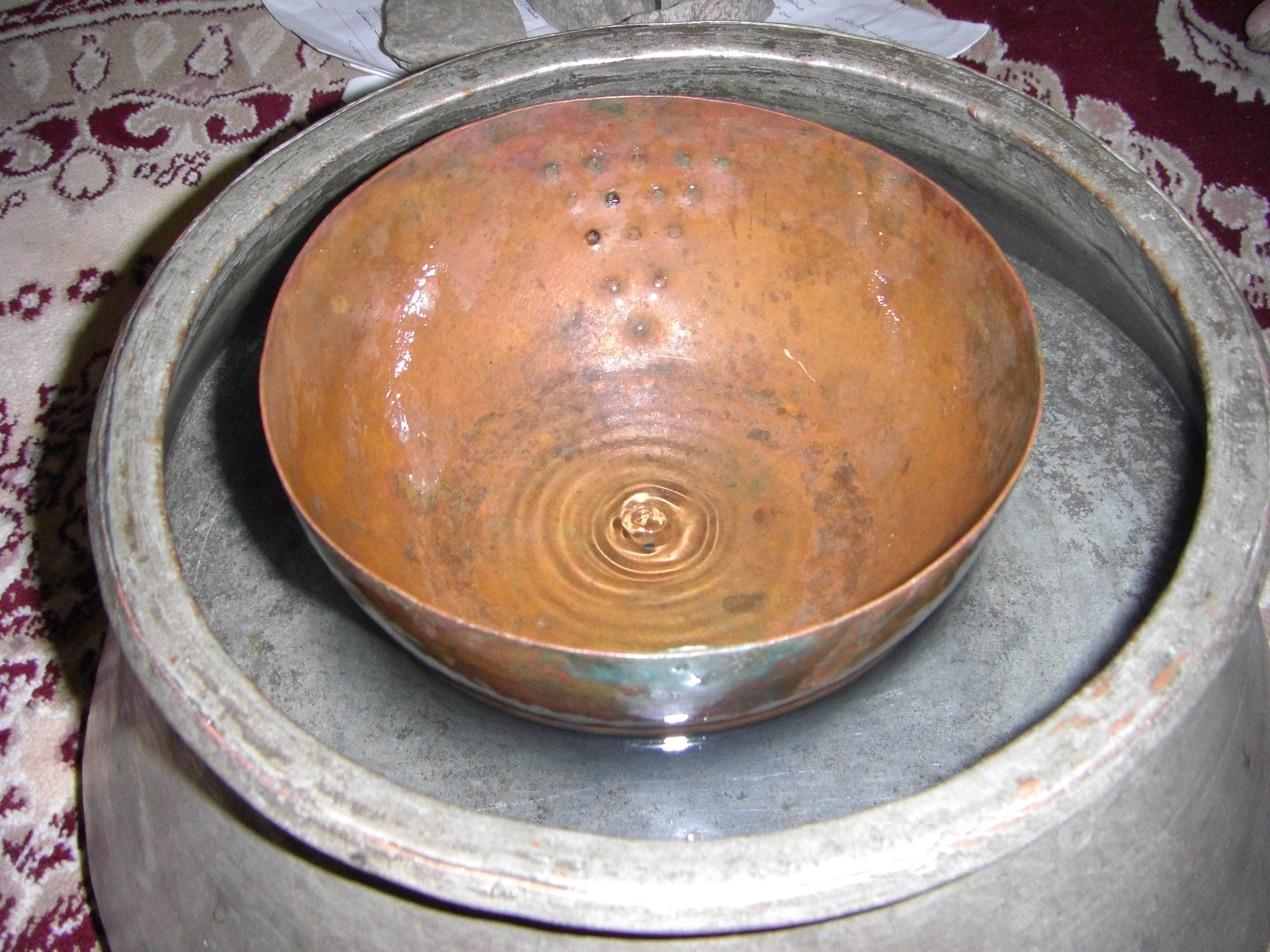
فنجان یا ساعت آبی قنات زیبَد

از ابتدای اختراع قنات تقسیم آب بین سهامداران زیر نظر میرآب و با ساعت آبی یا فنجان انجام می‌شده‌است.

## سازه‌های مرتبط با قنات

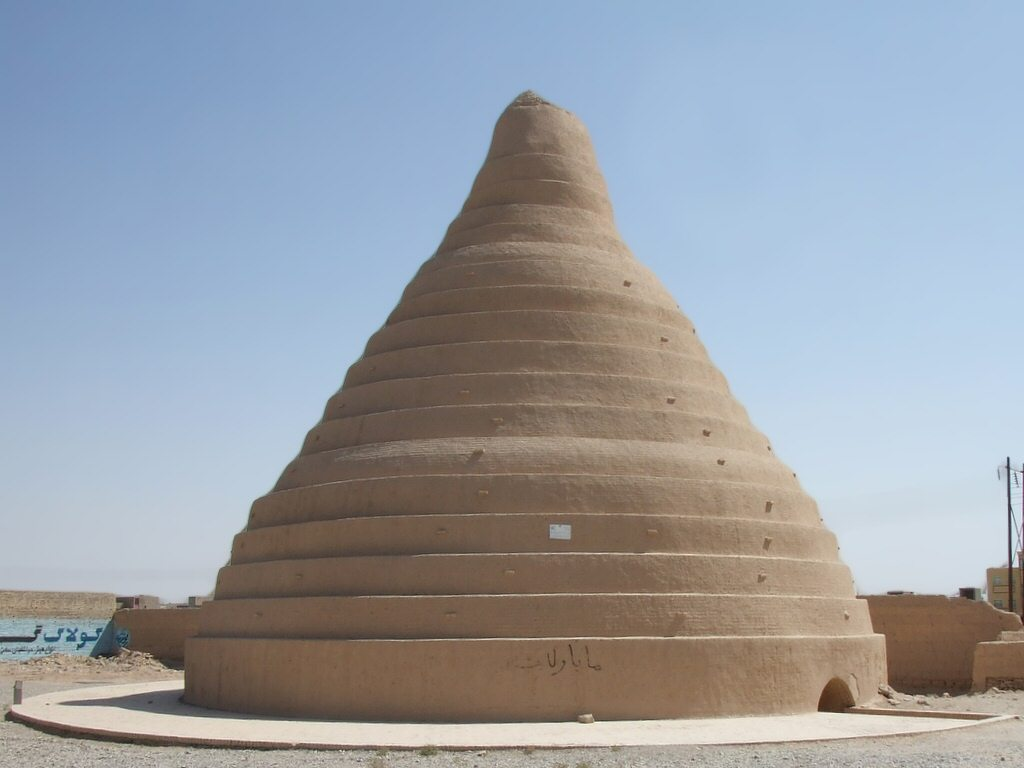
یخچال

خانه فنجان یا گاه‌شمار و چار طاقی و همچنین آب‌انبار از سازه‌های جانبی قنات است.

## نگارخانه

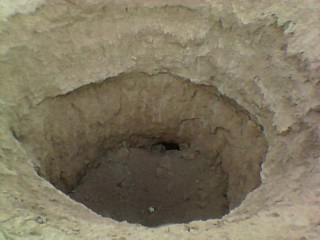
دهانه قنات‌های در جرقویه جنوب شرقی اصفهان
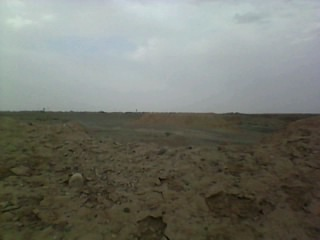
جرقویه واقع در ۶۰ کیلومتری جنوب شرقی اصفهان